# Matt Busby

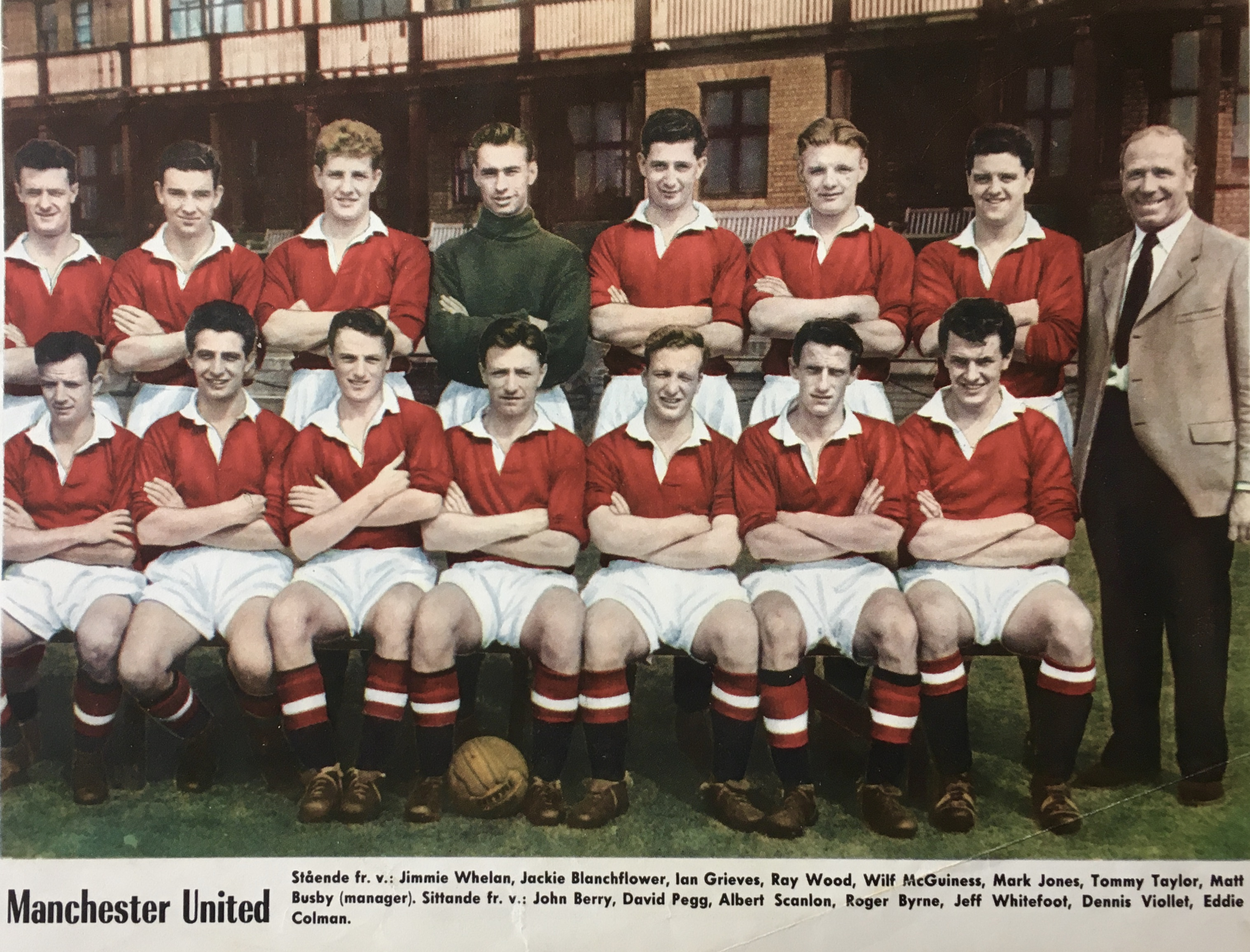
Manchester United FC 1957 med Matt Busby stående längst till höger.

Sir Matthew William Busby, CBE, född 26 maj 1909, död 20 januari 1994, var en skotsk fotbollstränare som är mest känd som tränare i Manchester United under 1960-talet. Han var med och förde laget till Europacupvinst 1968. Han är ansedd att vara en av de bästa tränarna någonsin i sporten. Stjärnorna i denna tids United var George Best, Denis Law och Bobby Charlton. Busby tränade på 1950-talet det unga Manchester United som kallades för Busby Babes. I februari 1958 var laget med om en flygolycka i München där åtta spelare samt flera ledare och besättningsmän omkom. Däribland fanns Duncan Edwards, som räknades som en av världens främsta spelare. Matt Busby blev själv svårt skadad, men överlevde. 

## Utmärkelser
- Kommendör av 2 klass av Brittiska imperieorden
- Riddare av Gregoriusorden
- Knight Bachelor

[Redigera Wikidata]